# Средгора
Средгора (словен. Sredgora) — поселення в общині Семич, регіон Південно-Східна Словенія, Словенія.